# ワンダーラスト (ポール・マッカートニーの曲)
ワンダーラスト（Wanderlust）は、1982年にポール・マッカートニーが発表した楽曲。
アルバム『タッグ・オブ・ウォー』収録。デニー・レインがベースで参加している。またアルバム『ヤァ!ブロード・ストリート』にリメイク版を収録している。
タイトルを直訳すると「旅行好き」「放浪癖」となるが、ここでは「航海への情熱」を意味する。ウイングスのアルバム『ロンドン・タウン』の船上レコーディングの際にポール一家が過ごした船の名前"Wanderlust"からとっている。
同じ船で航海するにしても、｢情熱」を持つ人と「野心」を持つ人（歌詞では船長に擬されている）が存在することを歌っている。